# Cornelius Høyer

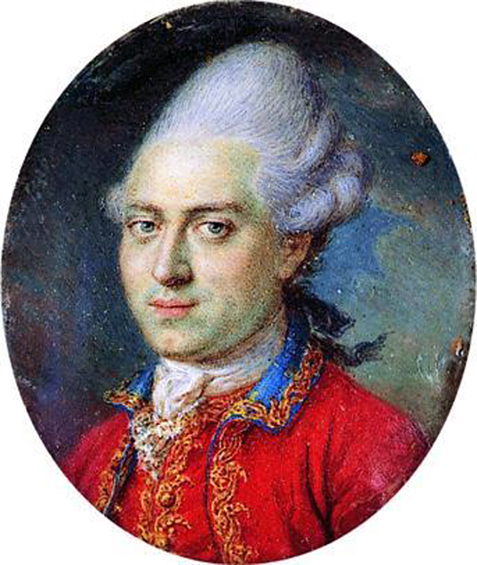
Johann Friedrich Struensee på en miniatyrmålning av Høyer.

Cornelius Høyer, född 1741, död 1804, var en dansk målare.
Høyer studerade dels i Köpenhamn, dels i Paris och Italien samt var redan 1769, då han återkom hem, en ansedd konstnär inom sitt fack, miniatyrmåleriet. 1770 blev han hovminiatyrmålare och medlem av konstakademien. Från 1777 var han dennas sekreterare. Høyer är representerad vid bland annat Nationalmuseum.